# RNW Media
RNW Media es una organización multimedia holandesa adscrita al Ministerio de Asuntos Exteriores con sede en la ciudad de Hilversum, sucesora de la antigua emisora internacional de los Países Bajos, Radio Nederland.

## Actividades
La organización se enfoca en jóvenes y adultos jóvenes de regiones donde la libertad de opinión y expresión se encuentran restringidas, con especial énfasis en los países del África subsahariana y del mundo árabe. 

### Educación
La organización también cuenta con un centro de formación (RNTC) el cual ofrece formación al personal y profesionales de otros medios internacionales.

### Trabajo editorial
Los equipos editoriales trabajan en estrecha colaboración con los socios de los medios de comunicación locales y producen artículos, informes y entrevistas en inglés, francés, árabe y chino. RNW distribuye artículos, informes, entrevistas y mensajes a través de sus propios canales, en internet en general, y en redes sociales en especial, pero también a través de la radio, cuando se necesario para llegar al público objetivo. Los socios de medios locales también juegan un papel importante en la distribución de RNW Media.

### Inclusión de los jóvenes
"Citizens’ Voice" (la voz de los ciudadanos) es el programa de RNW Media diseñado para fortalecer la inclusión de los jóvenes en sus comunidades. Actualmente "Citizens’ Voice" está activo en Yemen, Libia, Burundi, República Democrática del Congo, Malí, China y Egipto.

## Fondos y organización
RNW Media fue subvencionada estructuralmente por el Ministerio de Relaciones Exteriores de los Países hasta 2020. El presupuesto fue fijado en 14 millones de euros al año, desde 2013 hasta 2017. Después de 2020, la organización dependerá de las subvenciones a cada proyecto. En 2016, la organización empleó a 91 empleados. De ellos, 61 fueron despedidos en 2016.
La actual directora ejecutiva es Jacqueline Lampe, quien sucedió al director Robert Zaal en 2016. El Consejo de Supervisión hace seguimiento a la política del Consejo de Administración y el curso general de las operaciones. La organización está ubicada en el anexo del antiguo edificio principal de Radio Nederland.

## Nueva sede
En septiembre de 2021 se anunció el traslado de la multimedia a la ciudad neerlandesa de Haarlem, según publicó la prensa. Con la venta del edificio donde funcionó Radio Nederland en Hilversum, se culminó la última etapa de desmantelamiento total, adelantado por el gobierno liberal de Mark Rutte, de lo que fuera la antigua organización Radio Nederland y sus instalaciones. Antes ya habían sido cerrados y demolidos los parques de transmisores de radio en Bonaire, Antillas Holandesas, en tanto los de Madagascar fueron vendidos a Malagasy Global Business que arrienda horas de transmisión a Radio Japón, el Servicio Mundial de la BBC, Radio Vaticano y Deutsche Welle, entre otras emisoras.